# اچ‌ای‌ال پوشپک
اچ‌ای‌ال پوشپک (به انگلیسی: HAL Pushpak) یک هواپیمای ساختِ کارخانهٔ هیندوستان آیروناتیکس در کشور هند است. این هواپیما برای نخستین بار در ۱۹۵۸ میلادی مورد استفاده قرار گرفت.